# Schloss Marquardt

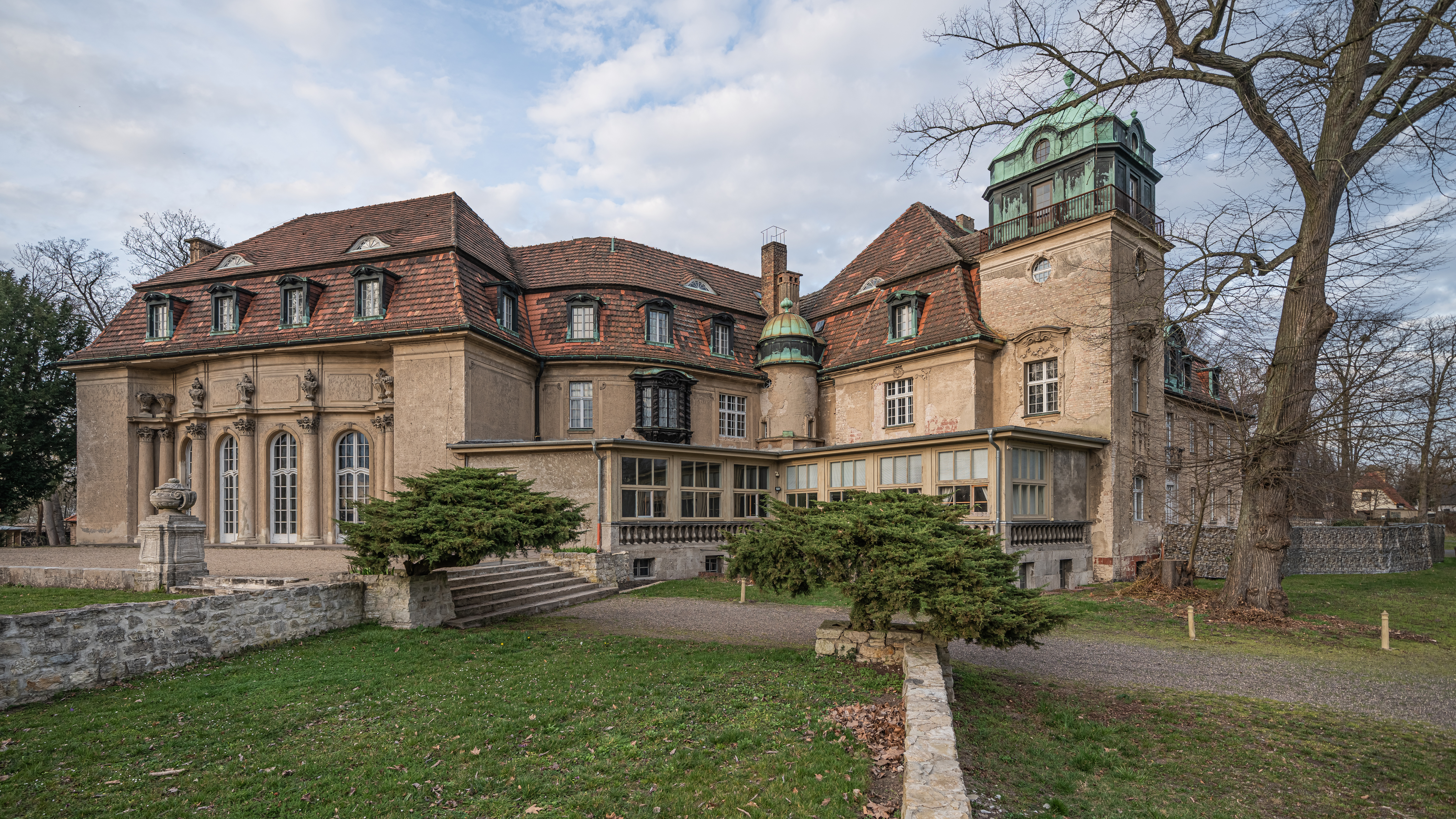
Schloss Marquardt (2024)

Das Schloss Marquardt ist eine Schlossanlage, die sich etwa 15 km nordwestlich vom Stadtzentrum Potsdams im Ortsteil Marquardt befindet. Das Schloss hat eine wechselvolle Geschichte als Wohnort oder Sommersitz adliger oder großbürgerlicher Besitzer, sowie unter anderem als Hotel, Lazarett und Universitätsinstitut. Das Schloss wird heute für Veranstaltungen (feierliche Anlässe wie Hochzeiten und Erlebnisgastronomie) und Dreharbeiten für Film und Fernsehen genutzt.

## Adelssitz
Der ursprüngliche Ortsname Skoryn (altwendisch, später eingedeutscht zu Schorin) für Marquardt findet sich 1313 erstmals urkundlich erwähnt. Die Besitzverhältnisse des zugehörigen Guts- oder Herrenhauses sind seither lückenlos bekannt. Seit 1375 gab es am Ort zwei Gutshöfe in wechselndem Familienbesitz. 1660 kaufte Moritz Andreas von Wartenberg beide Höfe und bildete daraus ein Rittergut. Eines der Gutshäuser wurde zum Herrenhaus ausgestaltet, das andere diente als Sitz der Gutsverwaltung. Das damalige Herrenhaus, das spätere Schloss, bestand aus einem Geschoss normaler Höhe und einem darüberliegenden Halbgeschoss.
Der Letzte aus der Familie von Wartenberg starb 1704 ohne Nachkommen. Nächster Besitzer und Lehnsherr wurde Marquard Ludwig von Printzen (1675–1725), der sich als vielbeschäftigter Staatsdiener – er war unter anderem Geheimer Staats- und Kriegsrat sowie Direktor für das Lehnswesen – nur selten auf seinem Gut aufhielt. Auf seinen Antrag hin erlaubte ihm König Friedrich I., den Besitz nach seinem Vornamen umzubenennen. Schon 1708 verkaufte der Freiherr das nunmehrige Gut Marquard wieder, danach wurde Carow (das heutige Karow bei Genthin) mit Schloss, Kirche und Erbbegräbnis sein Familiensitz.
Zwischen 1708 und 1781 war Marquard Eigentum der vom Niederrhein zugezogenen Familie von Wyckersloot. Auf königliche Anordnung von 1763 wurde auf dem damals erheblich erweiterten Besitz eine Seidenraupenzucht betrieben. Nordöstlich des Gutshauses wurde dafür eine Maulbeerplantage angelegt. In der dritten Generation war die Familie so hoch verschuldet, dass sie Marquard mit Verlust verkaufen musste. Über die folgende Entwicklung notierte Theodor Fontane (1819–1898) im Band Havelland seiner Wanderungen durch die Mark Brandenburg (1862–1889), die bisher schon wenig konstanten Besitzverhältnisse hätten sich nun derart häufig geändert, dass „wir in dem kurzen Zeitraum von 1781 bis 1795 Marquardt in den Händen von vier verschiedenen Familien sehen. Die Nähe Potsdams spielte dabei eine Rolle. Wer dem Hofe nahe stand, oder, wer außer Dienst, es schwer fand, sich ganz aus der Sonne zurückzuziehen, wählte mit Vorliebe die nahe gelegenen Ortschaften. Unter diesen auch Marquardt. Hofleute erstanden es, nahmen hier ihre Villeggiatur und verkauften es wieder.“ Ein großer Brand zerstörte 1791 mehrere Höfe des Dorfes, aber auch große Teile des Herrenhauses und des dazugehörigen Wirtschaftshofes.
Kurzzeitig Eigentümer war damals die Familie von Dörnberg, ausgestattet durch ein Hofamt. Friedrich Carl Freiherr von Dörnberg (1754–1804), Sohn des hessischen Staatsministers Wolfgang Ferdinand von Dörnberg, verheiratet mit Henriette Freiin von Geuder genannt Rabensteiner, war königlich preußischer Kammerherr und Oberhofmarschall sowie Komtur der Kommende Supplingenburg. Die Dörnbergs erwarben Gut Marquardt 1792 und behielten es bis 1795.
1795 wurde General Hans Rudolf von Bischoffwerder (1741–1803) neuer Eigentümer von Marquard, ein enger Vertrauter und Berater des Königs Friedrich Wilhelm II. (1744–1797). Marquard wurde nun für kurze Zeit zum Schauplatz einer bizarren Episode der preußischen Geschichte. Bischoffwerder hatte sich während seiner ganzen Karriere als Soldat und in verschiedenen Staatsämtern zu okkulten Phänomenen hingezogen gefühlt – eine seinerzeit nicht ungewöhnliche Neigung. 1779 trat er in den Orden der Rosenkreuzer ein, eine mystisch-religiöse Geheimgesellschaft, die gegen aktuelle Bestrebungen der Aufklärung gerichtet war. Gemeinsam mit Johann Christoph von Woellner, einem weiteren hochrangigen Rosenkreuzer, konnte er 1781 den preußischen Kronprinzen Friedrich Wilhelm (II.) als Mitglied des Ordens gewinnen und im Sinne der Geheimgesellschaft beeinflussen, auch nachdem dieser 1786 zum König gekrönt worden war. Auf Marquard ließ Bischoffwerder in einem baumbestandenen Hügel die sogenannte Blaue Grotte einrichten, einen Raum mit ungewöhnlichen Licht- und Farbeffekten und mit doppelten Wänden. Dort – wie auch an anderen Orten – hielten die Rosenkreuzer im Beisein des leichtlebigen und leichtgläubigen Königs spiritistische Sitzungen ab, mit scheinbaren Geisterstimmen und sonstigen vorgetäuscht übersinnlichen Erscheinungen. Ein späterer Besitzer des Schlosses, der Nachfolger des Ferdinand von Bischoffwerder, ließ die Grotte zwischen 1860 und 1870 wegen Baufälligkeit abreißen. Ihr genauer Standort ist heute nicht mehr festzustellen.
Durch Zukäufe vergrößerte Bischoffwerder seinen Besitz. Zu seinen Bauern soll er ein gutes Verhältnis gehabt haben, er verringerte die Abgaben und verlangte weniger Gespanndienste, als bislang üblich war. Das Gelände am Seeufer ließ er nach 1795 als englischen Landschaftspark gestalten. 1823 veranlasste sein Sohn, dass der Park nach einer eigenhändigen Skizze von Peter Joseph Lenné nochmals umgestaltet wurde. 1843 veränderte der damalige Pfarrer die Schreibweise des Ortsnamens – aus Marquard wurde Marquardt. Theodor Fontane hielt sich insgesamt dreimal hier auf und bezeichnete den Herrensitz in seinen Beschreibungen erstmals als Schloss Marquardt.

## Bürgerliche Eigentümer

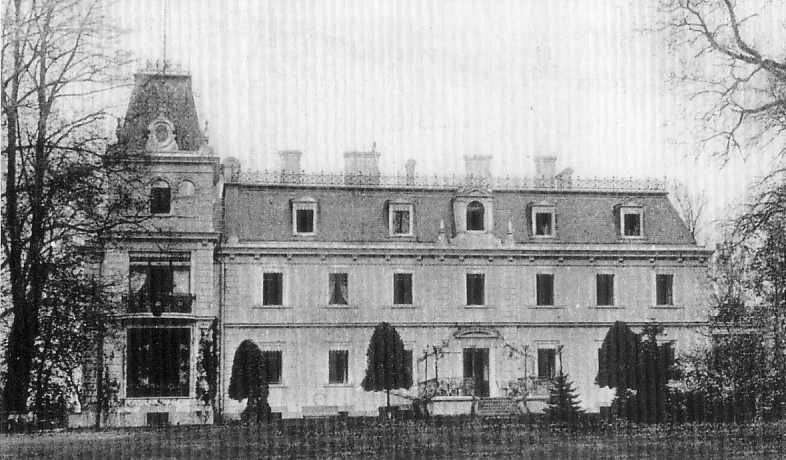
Das Schloss um 1900

Nach langer Zeit als Adelssitz ging Marquardt 1860 in den Besitz eines Bürgerlichen über. 1862 notierte der Ortsgeistliche, durch Paul Tholuck, den neuen Gutsbesitzer, der „nur Dampfmaschinen und andere Maschinen in das ruhige und stille Marquardt einführt, wurden alle Poesie und Idylle vernichtet. (…) Es herrscht nur noch das Nützlichkeits-Prinzip und alles kommt auf den Gewinn, auf den Geldbeutel an. (…) An Stelle der Herrschaft standen ungebildete, hochmütige und unsittliche Inspektoren …“.
Nächster Besitzer wurde 1870 Kommerzienrat Carl Meyer, Repräsentant der Essener Firma Krupp in Berlin, der das Schloss 1879/80 als zweigeschossigen Bau mit sieben Fensterachsen neu aufbauen ließ. Auf Meyer folgte 1892 als Eigentümer Louis Auguste Ravené (1866–1944). Er war ein Nachkomme hugenottischer Flüchtlinge, die aus Frankreich nach Berlin gelangt waren und durch den Großhandel mit Stahl und Eisen besonders beim Ausbau der deutschen Eisenbahnnetze im 19. Jahrhundert zu großem Reichtum kamen. Mit seiner Familie bewohnte er Marquardt hauptsächlich während der Sommermonate. Ravené veranlasste weitere, umfangreiche bauliche Veränderungen: Zunächst wurde das Gebäude von 1879/80 aufgestockt und zu einem L-förmigen Bauwerk erweitert; ein Turm kam hinzu, an Nord- und Ostseite entstanden Terrassen. In einer zweiten Umbaustufe 1912/13 wurde vom Berliner Architekten Otto Walter nach Nordwesten ein ganzer Gebäudeflügel mit ovalem Festsaal und großfenstriger neobarocker Fassade angefügt. Dazu kamen verschiedene kleinere Ergänzungen und Schmuckelemente wie Putten und Neo-Rokoko-Ornamente. Ravené ließ den Park erweitern und stellenweise verändern. Auf der Weltausstellung 1897 in Brüssel erwarb er das aufwendig gestaltete schmiedeeiserne Parktor. Um 1900 stiftete er den Neubau der nahe gelegenen evangelischen Dorfkirche, in der er begraben liegt. Das architektonische Ensemble jener Zeit ist bis heute im Wesentlichen erhalten geblieben.
1932 verpachtete Ravené das Schloss an das Hotelunternehmen Kempinski. Das „Hotel Schloss Marquardt“ mit zehn Einzel- und 14 Doppelzimmern, mehreren getäfelten Restaurants, Tee- und Weinstuben sowie Terrassen mit Blick auf den See und den Park entwickelte sich zu einem beliebten Ausflugsziel vor allem für wohlhabende Berliner.

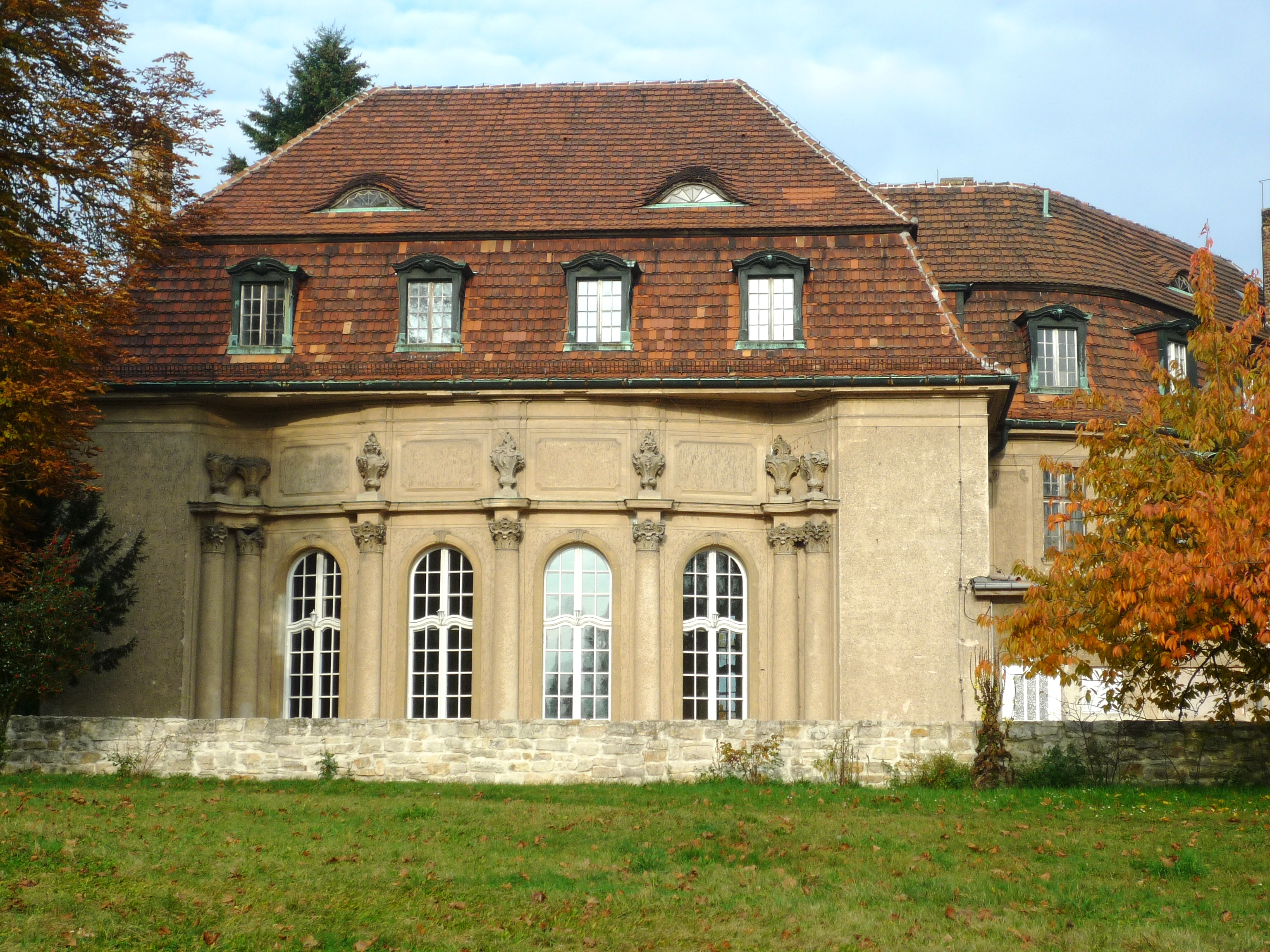
Fassade des Festsaals
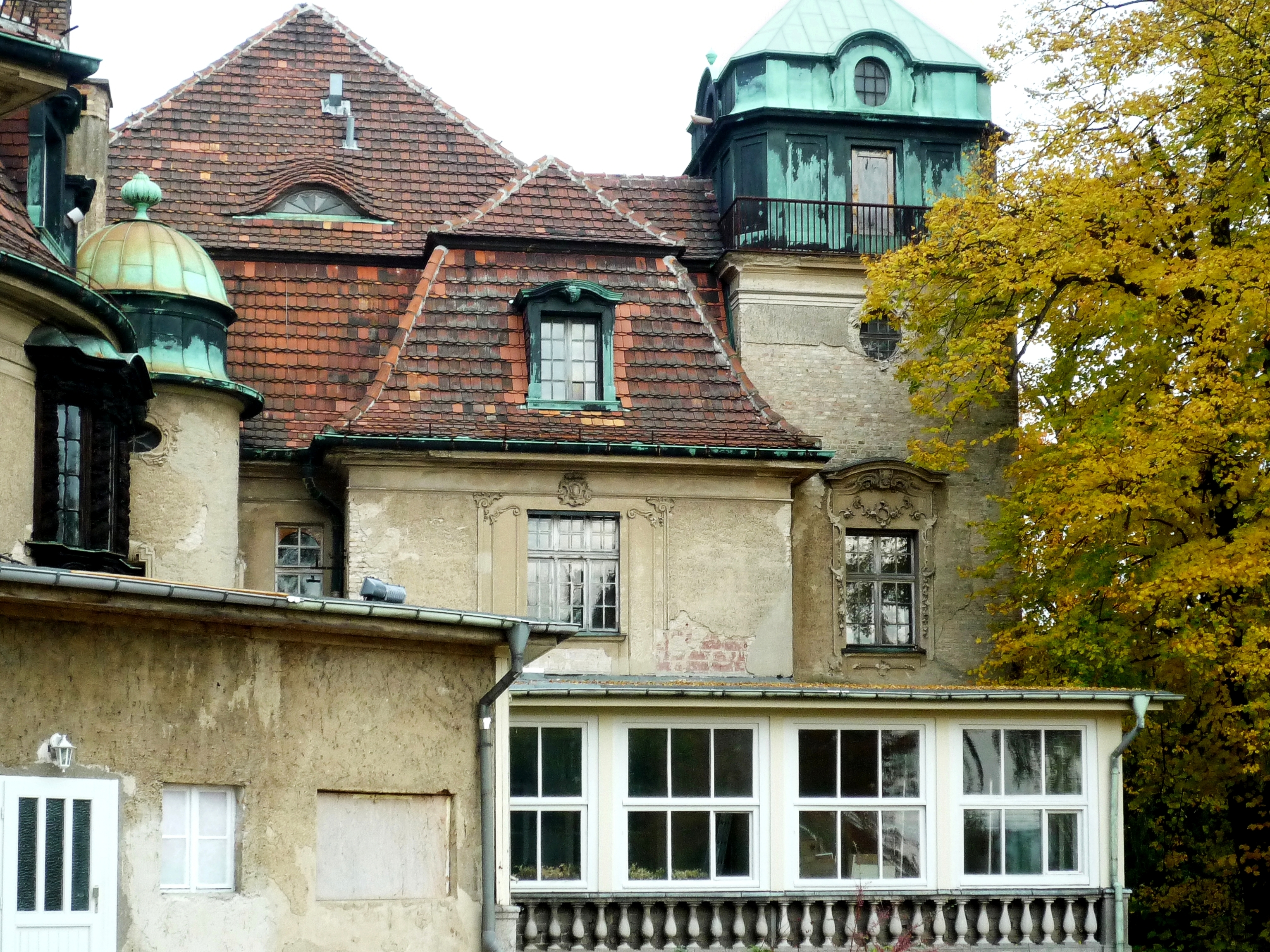
Teilansicht des Schlosses
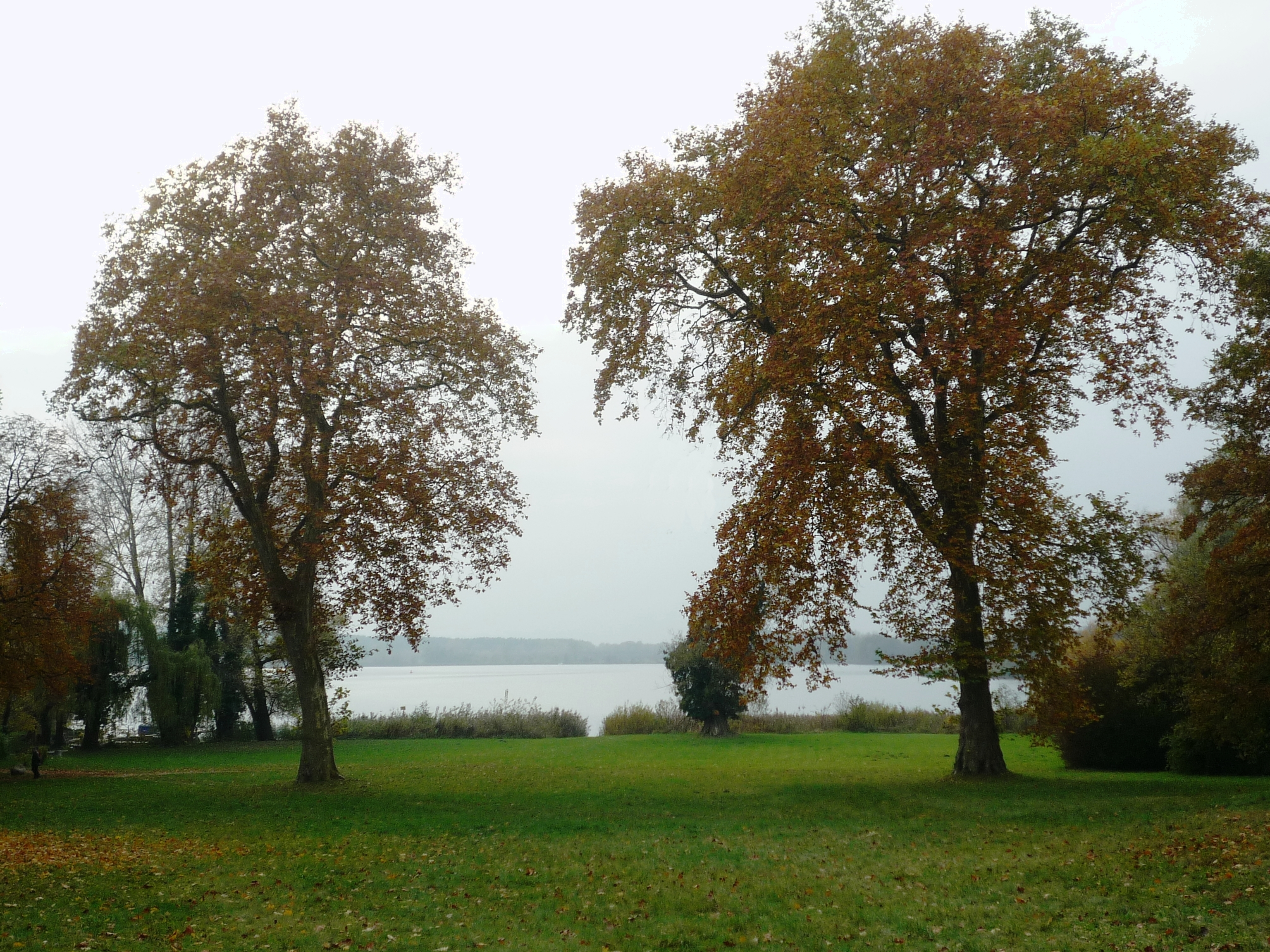
Blick zum Schlänitzsee
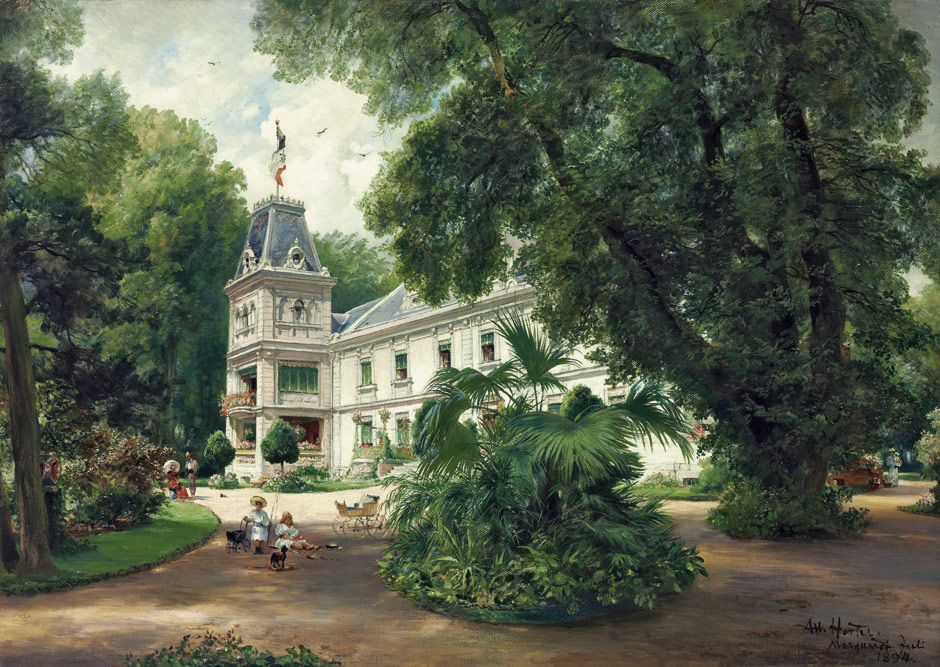
Gemälde von Albert Hertel, 1894

## Zweiter Weltkrieg und Nachkriegszeit
Die Betriebe der Kempinski-Gruppe wurden 1937 von den Nationalsozialisten „arisiert“. Die Aschinger AG Berlin führte den Hotelbetrieb in Marquardt zunächst weiter, bis die Anlage zu Beginn des Zweiten Weltkriegs 1939 beschlagnahmt und zum Reservelazarett erklärt wurde. Das Restaurant blieb eingeschränkt weiter in Betrieb. Im März 1942 verkaufte Louis Ravené den Besitz, also die Grundstücke sowie „die gesamten auf ihnen befindlichen Gebäude, insbesondere Schloss, (…), Gewächshaus, Gartenhaus, Brennereigebäude, Schmiede, Garage mit zwei Wohnungen, Eiskeller, Kegelbahn und sonstige Gebäude“ an die Aschinger AG.
Im Zweiten Weltkrieg wurde das Schloss auch als Zentralmarketenderei des Heeres genutzt. Die sowjetische Rote Armee besetzte Marquardt Ende April 1945. Das Lazarett wurde aufgelöst, die Aschinger-Betriebe wurden beschlagnahmt und bald danach enteignet. In den ersten Nachkriegsjahren fanden im Schloss und in den Nebengebäuden Heimatvertriebene aus den früheren deutschen Gebieten östlich der Oder vorübergehend Unterkunft. Auf den größeren Parkflächen wurden Kartoffeln und Gemüse angebaut. Es folgten unterschiedliche Nutzer für Grundstücke und Gebäude: Eine Gehörlosenschule, die Gartenbauschule Oranienburg (bis 1949), eine Versuchsstation für Agrobiologie (bis 1951), verschiedene wissenschaftliche Institutionen für Obstbau und Obstzüchtung. Letzter Rechtsträger vor dem Ende der DDR war seit 1986 die LPG Obstproduktion Marquardt.

## Nach 1989
Die Hotelgruppe „Esplanade“ gründete 1993 eine „Schlosshotel Marquardt GmbH & Co. KG“ und plante einen Hotelneubau auf dem Gutshof. Nach dem Scheitern dieser Pläne hatte die Bundesregierung vorübergehend eine Option auf das Schloss. 1998 erwarb eine Münchner Immobilien-Verwaltungsgesellschaft die Grundstücke von der TLG Immobilien GmbH, einer Tochterfirma der Treuhandanstalt. Im Januar 2002 feierte das Corps Masovia Königsberg zu Potsdam sein erstes Residenzfest mit einem legendären Ball auf Schloss Marquardt. Seit Jahren steht es leer. Der Festsaal und einige Nebenräume können für private Veranstaltungen gemietet werden. Nach Dachreparatur und Beseitigung von Hausschwamm werden Nutzer oder Käufer gesucht. Dabei muss der Park, der ebenso wie das Schloss unter Denkmalschutz steht, auch in Zukunft öffentlich zugänglich bleiben.
Die „Rohkunstbau“, eine internationale Sommer-Ausstellung zeitgenössischer Kunst (sie fand erstmals 1994 in einer Rohbauhalle im Spreewald statt), hatte ihren Standort 2009 bis 2011 im Schloss Marquardt.

## Das Schloss als Drehort
Seit 1998 waren das Schloss Marquardt und sein Umfeld Schauplatz von Dreharbeiten für mehr als zwanzig Film- und Fernsehproduktionen oder Musikvideos.
Unter den hochkarätig besetzten, internationalen Kinofilmproduktionen sind drei Koproduktionen von Studio Babelsberg zu nennen: 2013 entstanden für die Märchenverfilmung Die Schöne und das Biest mit Léa Seydoux, Vincent Cassel und Yvonne Catterfeld neben Studioaufnahmen in Babelsberg auch in Marquardt Szenen. Ebenfalls 2013 erfolgten Dreharbeiten mit Geoffrey Rush und Emily Watson zu Die Bücherdiebin im Schloss Marquardt.
Anfang November 2014 waren Steven Spielberg und Tom Hanks für Dreharbeiten von Bridge of Spies zu Gast im Schloss, die zudem innerhalb Potsdams auch im Studio Babelsberg und auf der Glienicker Brücke – die dem Film seinen Titel gibt –, drehten. Schloss Marquardt diente in Bridge of Spies als Büro des von Sebastian Koch dargestellten Anwalts Wolfgang Vogel und als Safe House der CIA, in dem James Donovan, gespielt von Tom Hanks, übernachtet. Für die ebenfalls von Studio Babelsberg koproduzierte Science-Fiction-Serie Sense8 der Wachowski-Geschwister entstanden Szenen einer Verfolgungsjagd um die von Sylvester Groth gespielte Figur im gesamten Schloss.
2021 drehte das Team um Regisseur Pablo Larraín Schlüsselszenen zu Spencer im und am Schloss Marquardt: Das Kellergewölbe diente als Personalküche, in der Lady Diana (Kristen Stewart) einen Vertrauten aufsucht. Schloss Marquardt fungiert mit dunklen Holzvertäfelungen, Holztreppe und Kamin im Film auch als „Park House“ von Sandringham, in das Lady Diana nachts einbricht.
Auch deutsche Kinofilme entstehen und entstanden hier: 2007 hielt das Schloss als Kulisse für Hermine Huntgeburths Neuverfilmung von Fontanes Literaturklassiker Effi Briest mit Julia Jentsch und Sebastian Koch her. Hier wurden auch eigens für die Dreharbeiten Sanddünen aufgeschüttet. 2012 entstand hier der dritte Teil von Enid Blytons Kinderbuchreihe Hanni und Nanni. Beim Fantasyfilm Saphirblau aus dem Jahr 2014 stehen die beiden Hauptdarstellern Maria Ehrich und Jannis Niewöhner auch in Marquardt vor der Kamera.
Drehteams von Produktionen für das deutsche Fernsehen sind ebenfalls häufig Gast. Von der Seifenoper Gute Zeiten, schlechte Zeiten über die international erfolgreiche Serie Babylon Berlin, Mehrteiler wie Unsere Mütter, unsere Väter (2013) und Ku’damm 56 (2016), Dokuspielfilme wie Erich Honecker – Der Weg zur Macht (2013) bis hin zu Fernsehspielfilmen: Für Das Mädchen mit den Schwefelhölzchen wurde nicht nur im Schloss selbst gedreht, das im Film als Waisenhaus zu sehen ist, sondern auch in den früheren Wirtschaftsgebäuden auf dem Parkgelände in Marquardt, in die Szenenbildner Oliver Munck mit seinem Team mehrere Sets einbaute. In Miss Merkel – Ein Uckermark-Krimi ist das Schloss die Hauptlocation der Handlung.
Musikvideos entstanden unter anderem für Atrocity, Beatsteaks, Andrea Berg, Sarah Connor, Peter Maffay, Nightwish, Oomph! Rammstein, Silbermond und Scooter.
Das Schloss Marquardt ist damit ein wichtiger Drehort in Potsdam, der einzigen Unesco Creative City of Film in Deutschland.